# Mulie Dame
Mulie Dame is een bestuurslaag in het regentschap Aceh Tenggara van de provincie Atjeh, Indonesië. Mulie Dame telt 280 inwoners (volkstelling 2010).